# 花田陽一郎

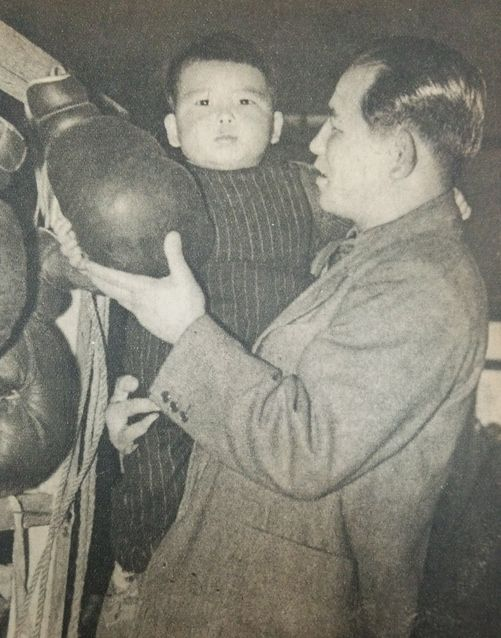
1948年

花田 陽一郎（はなだ よういちろう、1915年9月6日 - 1966年4月24日）は、日本の元プロボクサー。日本フライ級、バンタム級チャンピオン。戦前を代表する技巧派の名選手であり、重量級の選手を相手にすることも厭わない豪傑でもあった。
アマチュア王者からプロに転向し、デビュー翌年の1934年には、伊藤勇を判定で下して全日本フライ級のタイトルを獲得。このタイトルは1949年に白井義男に奪われるまでの、実に15年間保持した（日中戦争以後の活動停止期間があるため正式な防衛は1度のみ）。また戦後の1948年には、堀口宏を破り日本バンタム級チャンピオンにもなっている。
昭和41年4月24日都南綜合病院で脳出血のため死去。

## 今牛若丸
そのスピードと軽快なフットワークで「今牛若丸」と呼ばれ、対戦相手が「後ろから殴られた」と形容したほどのテクニシャンであったが、20年近い選手生活を通じて挙げた勝ち星93勝のうち、KOはわずかに1つ（正確にはTKO）しかない。これは花田が右手中指を欠いていたという不幸な事情によるものであったと言われる。

## 白井義男との対決
前述の通り、1949年1月、花田は白井義男の挑戦を受けた。両者は1947年に一度対戦しており、この時は花田が圧勝していたが、アルビン・R・カーン博士の指導を得た白井は、別人のごとく生まれ変わっていた。
カーン博士の提供する豊富な物資と万全のコンディショニングに支えられた白井と、前夜酒を飲んでいたともいわれる花田との差は蔽い難く、花田は白井の鋭い左ストレートを幾度となく浴び、5回にはロープ際に追いつめられ、強烈な左ボディアッパーを叩き込まれた。この一撃で花田はマットに沈み、立ち上がることができなかった。
カーンの指導によって真の近代的ボクシング技術を身に付けた白井と、戦前を代表する技巧派花田とのこの一戦こそ、日本の近代ボクシングの幕開けとなった試合と言えるかもしれない。そして花田に代表される「拳豪」の時代は終わったのである。
1953年2月7日、勝又澄雄との対戦で、TKOで敗れたのを最後に引退した。1966年死去。

## 通算成績
163戦93勝（1TKO）37敗27引き分け4EX1無判定1中止。